# Setomima longipalpis
Setomima longipalpis är en tvåvingeart som först beskrevs av Satchell 1958.  Setomima longipalpis ingår i släktet Setomima och familjen fjärilsmyggor. Inga underarter finns listade i Catalogue of Life.